# Óscar Sánchez
Óscar Carmelo Sánchez (ur. 16 lipca 1971 w Cochabambie, zm. 23 listopada 2007 w La Paz) – boliwijski piłkarz grający na pozycji środkowego obrońcy.

## Kariera klubowa
Karierę piłkarską Sánchez rozpoczął w klubie Club The Strongest. W 1991 roku zadebiutował w jego barwach w pierwszej lidze boliwijskiej. W 1993 roku wywalczył z The Strongest mistrzostwo Boliwii. W The Strongest grał do lata 1997 roku i wtedy też odszedł do argentyńskiego klubu Gimnasia y Esgrima Jujuy. Po roku gry w tym klubie przeszedł do CA Independiente. Tam był podstawowym zawodnikiem i występował przez półtora roku.
W 2000 roku Sánchez wrócił do Boliwii i ponownie został zawodnikiem Club The Strongest. Na początku 2002 roku przeszedł z niego do Club Bolívar. W tym samym roku wywalczył swój drugi w karierze tytuł mistrza kraju. W 2004 roku wystąpił w finale Copa Sudamericana z Boca Juniors (1:0, 0:2) oraz został mistrzem fazy Apertura. Z kolei w 2005 roku został mistrzem Apertury, a w 2006 roku mistrzem Clausury. W 2007 roku grał w Club The Strongest, którego wkrótce po zakończeniu kariery został trenerem. W tamtym roku przeszedł operację usunięcia nerki z powodu nowotworu złośliwego. 23 listopada 2007 zmarł w La Paz.
| Sezon   | Klub                     | Kraj      | Rozgrywki        | Mecze | Bramki |
| ------- | ------------------------ | --------- | ---------------- | ----- | ------ |
| 1991    | Club The Strongest       | Boliwia   | LFPB             | ?     | ?      |
| 1992    | Club The Strongest       | Boliwia   | LFPB             | ?     | ?      |
| 1993    | Club The Strongest       | Boliwia   | LFPB             | ?     | ?      |
| 1994    | Club The Strongest       | Boliwia   | LFPB             | ?     | ?      |
| 1995    | Club The Strongest       | Boliwia   | LFPB             | ?     | ?      |
| 1996    | Club The Strongest       | Boliwia   | LFPB             | ?     | ?      |
| 1997    | Club The Strongest       | Boliwia   | LFPB             | ?     | ?      |
| 1997/98 | Gimnasia y Esgrima Jujuy | Argentyna | Primera División | 29    | 6      |
| 1998/99 | CA Independiente         | Argentyna | Primera División | 28    | 6      |
| 1999/00 | CA Independiente         | Argentyna | Primera División | 5     | 1      |
| 1999    | Club The Strongest       | Boliwia   | LFPB             | 31    | 7      |
| 2001    | Club The Strongest       | Boliwia   | LFPB             | 24    | 4      |
| 2002    | Club Bolívar             | Boliwia   | LFPB             | 26    | 3      |
| 2003    | Club Bolívar             | Boliwia   | LFPB             | 40    | 4      |
| 2004    | Club Bolívar             | Boliwia   | LFPB             | 35    | 2      |
| 2005    | Club Bolívar             | Boliwia   | LFPB             | 33    | 7      |
| 2006    | Club Bolívar             | Boliwia   | LFPB             | ?     | ?      |
| 2007    | Club The Strongest       | Boliwia   | LFPB             | 6     | 0      |

## Kariera reprezentacyjna
W reprezentacji Boliwii Sánchez zadebiutował 20 kwietnia 1994 roku w przegranym 0:3 towarzyskim spotkaniu z Rumunią. W tym samym roku został powołany przez selekcjonera Xabiera Azkargortę do kadry na Mistrzostwa Świata w USA. Tam był rezerwowym i nie rozegrał żadnego spotkania. W swojej karierze zaliczył także występy na Copa América 1997 (wicemistrzostwo kontynentu), Copa América 1999 i Pucharze Konfederacji 1999. Ogółem w kadrze narodowej od 1994 do 2006 roku rozegrał 78 meczów i strzelił 6 goli.